# Dieter Beuermann
Dieter Ekkehard Beuermann (* 24. August 1938 in Marienwerder, Westpreußen) ist ein deutscher Verleger.

## Werdegang
Dieter Beuermann kam als Sohn des Kaufmanns Heinz Beuermann und seiner Frau Elise Beuermann, geb. Groll, zur Welt. Er besuchte das Gymnasium und die Handelsakademie in Herford und absolvierte zwischen 1957 und 1962 eine Schriftsetzerlehre sowie eine kaufmännische Lehre. Im Anschluss führte ihn ein Praktikum nach Hannover. Danach hielt er sich zu Studienzwecken in Paris und London auf.
Von 1965 bis 1995 war er Eigentümer der Nicolaischen Verlagsbuchhandlung, gegründet 1713 in Berlin. Diese war viele Jahre inaktiv und wurde von Dieter Beuermann in Herford 1965 wiederbelebt. Er verlegte den Sitz des Verlages 1974 nach Berlin. Gleichzeitig war er von 1964 bis 2021 Verleger und Hauptgesellschafter des Otto Meissner Verlages, dessen Sitz er 1983 von Bleckede ebenfalls nach Berlin verlagerte. Er ist weiterhin Mitinhaber der Nicolaischen Buchhandlung in Berlin-Friedenau.
Er lehrte von 1980 als Dozent für Kulturmanagement an der Freien Universität Berlin und später Medienmanagement an der Berliner Hochschule für Media und Design. In verschiedenen Fachverbänden stand er in leitender Position, so ab 1981 als Vorsitzender des Berliner Landesverbandes im Börsenverein des Deutschen Buchhandels, bis 2004 als Vorsitzender der Stiftung Buchkunst und bis 2009 als Vorsitzender des Fachausschusses Zeitschriften im Berliner Landesverband des Deutschen Journalisten-Verbandes. Von 1992 bis 2012 gehört er als vom Fernsehrat gewähltes Mitglied dem ZDF-Verwaltungsrat an. Er war Vorsitzender des Vereins der Freunde und Förderer des Stadtmuseums Berlin. Von 2006 bis 2011 war er Sprecher des Montagsklubs zu Berlin. Er ist Senior Editor und Mitbegründer des Magazins Arsprototo der Kulturstiftung der Länder.

## Ehrungen
- 1979: Kodak-Preis für Fotografie
- 1989: Verdienstkreuz am Bande der Bundesrepublik Deutschland
- 24. September 1998: Verleihung der Goldenen Nadel des Börsenvereins des Deutschen Buchhandels
- 3. Juli 2009: Verdienstkreuz 1. Klasse der Bundesrepublik Deutschland
- Einziges Ehrenmitglied des Stadtmuseums Berlin
- Er ist Melvin Jones Fellow der Lions Club International Foundation